# Crisis de rehenes del teatro Dubrovka de Moscú
La crisis de rehenes del teatro Dubrovka de Moscú (también conocida como el asedio Nord-Ost) fue la toma del Teatro Dubrovka por entre 40 y 50 terroristas chechenos armados el 23 de octubre de 2002, que involucró a 850 rehenes y terminó con la vida de al menos 170 personas. Los terroristas, liderados por Movsar Baráyev, reivindicaron su lealtad al movimiento separatista militante islamista en Chechenia. Exigian la retirada de las fuerzas rusas de Chechenia y el fin de la Segunda Guerra de Chechenia.
Debido a la arquitectura del teatro, para aniquilar a los terroristas, las fuerzas especiales habrían tenido que luchar a través de 30 metros de corredor y atacar una escalera bien defendida antes de que pudieran llegar a la sala en la que los rehenes eran retenidos. Los terroristas tenían una cantidad grande de explosivos, siendo que colocaron la mayor cantidad en el centro del auditorio. Después del asesinato de dos rehenes en dos días y medio, los operativos de Spetsnaz de los grupos Alpha y Vega del Servicio Federal de Seguridad (FSB), apoyados por una unidad SOBR del Ministerio del Interior ruso (MVD), decidieron introducir un agente químico no revelado en el sistema de ventilación del edificio, después de lo cual, comenzó la operación de rescate.
Todos los terroristas fueron eliminados, sin víctimas de Spetsnaz; Cerca de 130 rehenes murieron, incluyendo nueve extranjeros, debido a reacciones adversas al gas. Todos menos dos de los rehenes que fallecieron durante el asedio murieron por la sustancia tóxica introducida al teatro para someter a los militantes.  El uso del gas fue ampliamente criticado como una acción exagerada de mano dura, pero los gobiernos estadounidense y británico consideraron que las acciones del gobierno Ruso eran justificables. Los médicos en Moscú condenaron la negativa de parte del gobierno a revelar la identidad del gas (lo que probablemente, causó muchas muertes inútiles). Algunos informes dijeron que el fármaco naloxona fue utilizado con éxito como antídoto para salvar a algunos rehenes, lo que sugiere que el gas era un compuesto a base de opiáceos (posiblemente fentanilo, carfentanilo y/o remifentanilo).

## Asedio inicial
Los rehenes fueron tomados el 23 de octubre en la Casa de la Cultura de la Planta Número 1 en el área Dubrovka de Moscú, a unos cuatro kilómetros al sureste del Kremlin de Moscú. Durante el acto II de una función de Nord-Ost, de la cual, las entradas se habían agotado, se dio que un poco después de las 9:00 p. m., 40 a 50 hombres y mujeres fuertemente armados y enmascarados, se habían dirigido en un autobús al teatro, para luego entrar a la sala principal disparando sus rifles de asalto al aire, para hacerse obedecer.
Los Chechenos, vestidos de negro y camuflados, tomaron entre 850 y 900 personas como rehenes, entre ellos miembros de la audiencia y artistas, incluyendo un general MVD. La reacción de los espectadores dentro del teatro a la noticia de que el teatro estaba bajo ataque terrorista no era uniforme: Algunas personas se mantenían en calma, algunas reaccionaban histéricamente y otras hasta se desmayaron. Algunos artistas que habían estado descansando detrás del escenario, lograron escapar por una ventana abierta y así, pudieron llamar a la policía; Con buena suerte, en total, unas 90 personas lograron huir del edificio u ocultarse.
El líder militante dijo a los rehenes que los atacantes (que se identificaron como un escuadrón suicida de la "29ª División") no guardaban rencor contra los extranjeros (unos 75 de ellos, provenientes de 14 países diferentes, incluyendo Australia, Alemania, Países Bajos, Ucrania, Reino Unido y Estados Unidos) y prometió liberar a cualquier persona que mostrara su pasaporte extranjero.

### Demandas
Los hombres armados eran dirigidos por Movsar Barayev, sobrino del comandante de la milicia rebelde chechena Arbi Barayev, quienes amenazaron con matar a todos los rehenes a menos que las fuerzas rusas fueran retiradas inmediata e incondicionalmente de Chechenia. Explicaban que el plazo para que se cumplieran sus demandas era de una semana, después de lo cual empezarían a matar a los rehenes.
Una declaración grabada en vídeo, llegó a manos de los medios de comunicación en la que los terroristas, declaraban su voluntad de hasta morir por su causa. La declaración contenía el siguiente texto:

Cada nación tiene derecho a su destino. Rusia ha quitado este derecho al pueblo checheno y hoy queremos reclamar estos derechos que Allah nos ha dado, de la misma manera que se los ha dado a otras naciones. Allah nos ha dado el derecho a la libertad y el derecho a elegir nuestro destino. Y los invasores rusos han inundado nuestra tierra con la sangre inocente de nuestros hijos. Hasta ahora hemos anhelado una solución justa que no se hace presente. La gente no está al tanto de los inocentes que están muriendo día a día en Chechenia: Los jeques, las mujeres, los niños y los débiles. Y por lo tanto, hemos elegido esta alternativa para lograr nuestro cometido. Esta nuestra actitud es con el fin de lograr la libertad del pueblo checheno y en esa búsqueda, pensamos que no hay diferencia en donde muramos, y por lo tanto con ese fin, hemos decidido morir aquí, en Moscú. Si no ceden a nuestras demandas, tendremos que llevarnos con nosotros la vida de cientos de pecadores. Si morimos, otros vendrán y nos seguirán-nuestros hermanos y hermanas que también están dispuestos a sacrificar sus vidas, a la manera de Alá, para liberar a su nación. Nuestros nacionalistas han muerto, pero la gente responsable por esta opresión ha dicho, falseando la realidad, que ellos, los nacionalistas, son terroristas y criminales. Pero la verdad es que Rusia es la verdadera criminal.

Según el asistente del Kremlin Sergei Yastrzhembsky: "Cuando se les dijo que la retirada de tropas era poco realista en el corto período, que ese sería un proceso muy largo, los terroristas presentaron una demanda alternada, esto es que a las tropas rusas de cualquier parte de la República de Chechenia, se las retire, sin especificar qué área era." Así mismo, los secuestradores exigían el cese del uso de la artillería y las fuerzas aéreas en Chechenia a partir del día siguiente de su incursión (las fuerzas rusas habían dejado de usar armas pesadas desde el 28 de septiembre de ese año), un alto a las operaciones notorias de zachistka ("limpieza" rusa), y que Vladímir Putin debería declarar públicamente que se estaba esforzando por detener la guerra en Chechenia. En el momento de la toma de rehenes, el conflicto en la asediada república estaba matando a un promedio de tres soldados federales diariamente.
Las conversaciones telefónicas entre los rehenes atrapados en el edificio y sus familiares revelaron que los secuestradores tenían granadas, minas y artefactos explosivos improvisados atados a sus cuerpos, y que habían desplegado muchos más explosivos, a lo largo y ancho de todo el teatro. Los militantes usaban nombres árabes entre ellos, y las mujeres terroristas llevaban prendas de estilo árabe también, las cuales son muy inusuales en la región del Cáucaso Norte.
Mufti Akhmad-Khadzhi Shamayev, líder oficial de los musulmanes de Chechenia, dijo que no tenía información sobre quiénes eran los atacantes y condenó los ataques contra civiles. El líder islámico pro-Moscú de Chechenia también condenó el ataque.
Todos los rehenes eran mantenidos en el auditorio, para lo cual, el foso de la orquesta era utilizado como retrete. La situación en el vestíbulo era más que crítica, el estado de ánimo era sombrío y cambiaba con frecuencia según el de los secuestradores, quienes seguían las noticias del evento en los medios de comunicación. Cualquier tipo de desinformación o de información pesimista, sembraba desesperanza entre los rehenes y estos eran nuevos pretextos, para que la agresión se intensificara entre sus captores, quienes amenazan con disparar a los rehenes y hacer explotar el edificio si sus demandas fueran ignoradas, pero, al principio, no ocurrieron desastres mayores durante el asedio. Los atacantes dejaron que los miembros de la audiencia hicieran llamadas telefónicas a voluntad. Uno de los rehenes usó su teléfono móvil para pedir a las autoridades que no atacaran el auditorio, pues, los rehenes veían que camiones llenos de policías y soldados con vehículos blindados rodeaban el edificio.

## Toma de rehenes

### Día uno - 23 de octubre
Los agresores, en las primeras horas después de su invasión al teatro, liberaron de 150 a 200 personas, entre ellas niños, mujeres embarazadas, musulmanes, algunos espectadores del teatro, nacidos en el extranjero y personas que necesitaban tratamiento médico. Dos mujeres lograron escapar (una de ellas resultó herida al escapar). Los terroristas dijeron que estaban listos para matar a 10 rehenes por cualquiera de ellos que muriera, si las fuerzas de seguridad intervenían.

#### Olga Romanova
A la 1:30 a. m. Olga Romanova, una civil de 26 años que actuó por su cuenta, entró al teatro, cruzando el cordón de la policía por sí misma. Entró en el teatro y empezó a instar a los rehenes a que se enfrentaran a sus captores. Había una confusión considerable en el auditorio. Los terroristas, confundiéndola con un agente del Servicio Federal de Seguridad (FSB), dispararon hasta matarla pocos segundos después. El cuerpo de Romanova fue retirado más tarde del edificio por un equipo médico ruso, reportado incorrectamente por la policía de Moscú como el cuerpo del primer rehén que fue asesinado mientras trataba de escapar. Romanova fue descrita como "de voluntad fuerte", y vivía cerca del teatro. No se sabe cómo cruzó las líneas de la policía sin ser detectada.

### Día dos - 24 de octubre
El gobierno ruso ofreció a los secuestradores la oportunidad de irse a cualquier país del tercer mundo. Los rehenes hicieron un llamado, posiblemente bajo órdenes o coacción, a Putin para que cesara las hostilidades en Chechenia y le pidieron que se abstenga de asaltar el edificio. Debido a la crisis, Putin canceló un viaje al extranjero que habría incluido reuniones con el presidente estadounidense George W. Bush y otros líderes mundiales.
Los secuestradores exigieron hablar con Iósif Kobzón, miembro del parlamento y cantante, y con representantes de la Cruz Roja Internacional. Cuatro personas, entre ellas un hombre ondeando una tela blanca como una bandera, entraron en el edificio a eso de las 1:20 p. m.. Poco después, un hombre de unos 60 años, que parecía débil y angustiado, abandonó el teatro. La agencia de noticias Interfax lo identificó como un ciudadano británico, pero no proporcionó más detalles. Una mujer y tres hijos, que se cree eran rusos, fueron liberados unos minutos más tarde.
Otras conocidas figuras públicas y políticas como Aslambek Aslakhanov, Irina Khakamada, Ruslan Khasbulatov, Boris Nemtsov y Grigory Yavlinsky participaron en las negociaciones con los secuestradores. El expresidente de la Unión Soviética Mijail Gorbachov también anunció su disposición a actuar como intermediario en el curso de las negociaciones. Los militantes también exigieron que representantes de la Cruz Roja Internacional y Médicos Sin Fronteras llegaran al teatro para dirigir las negociaciones. El coronel de la FSB Konstantin Vasilyev intentó entrar en el patio del teatro, pero fue repelido con balas al acercarse al edificio y fue forzado a retirarse.
Según el FSB, 39 rehenes fueron puestos en libertad por los terroristas el 24 de octubre de 2002, pero repitieron a través de uno de los rehenes una amenaza anterior de comenzar a disparar a sus cautivos si Rusia no tomaba en serio sus demandas. Las negociaciones sobre la liberación de nacionales no rusos fueron conducidas por varias embajadas y los chechenos prometieron liberar a todos los rehenes extranjeros. Los secuestradores afirmaron que estaban listos para liberar a 50 rehenes rusos si Akhmad Kadyrov, jefe de la administración pro-Moscú de Chechenia, llegara al teatro, pero Kadyrov no respondió, y la liberación no tuvo lugar.
Una tubería de agua caliente había estallado durante la noche y estaba inundando la planta baja. Los secuestradores llamaron a la inundación una "provocación" y no se llegó a un acuerdo sobre la reparación de la tubería, dijo el portavoz del FSB. Más tarde resultó que el sistema de alcantarillado fue utilizado por las fuerzas especiales rusas para escuchar dentro del edificio.

### Día tres - 25 de octubre
Durante la mayor parte del día siguiente, las siguientes personas participaron en las negociaciones con los militantes: los periodistas Anna Politkovskaya, Sergei Govorukhin y Mark Franchetti y las figuras públicas Yevgeny Primakov, Ruslan Aushev y Aslambek Aslakhanov. Los terroristas exigieron negociar con un representante oficial de Vladímir Putin. Los familiares de los rehenes organizaron manifestaciones contra la guerra fuera del teatro y en el centro de Moscú.
La guerrilla acordó liberar a 75 ciudadanos extranjeros en presencia de representantes diplomáticos de sus estados. 15 ciudadanos rusos fueron liberados, entre ellos ocho niños (de 7 a 13 años). Después de una reunión con Putin, el jefe del FSB, Nikolai Patrushev, se ofreció a salvar las vidas de los chechenos si liberaban a los rehenes que quedaban ilesos.
Un grupo de médicos rusos, entre ellos el Dr. Leonid Roshal, jefe del Centro Médico de Catástrofes, entró al teatro para traer medicinas para los rehenes y dijo que los terroristas no estaban golpeando ni amenazando a sus cautivos. Dijo que la mayoría de los rehenes estaban tranquilos y que solo "dos o tres" de los rehenes eran histéricos. Algunos alimentos calientes, ropa caliente y medicina también habían sido recogidos y llevados por la Cruz Roja.
Los periodistas del canal NTV grabaron una entrevista con Movsar Barayev, en la que envió un mensaje al gobierno ruso:
"No tenemos nada que perder. Ya hemos recorrido dos mil kilómetros. No hay vuelta atrás ... Hemos venido a morir. Nuestro lema es la libertad y el paraíso. Ya tenemos libertad porque hemos venido a Moscú. Ahora queremos estar en el paraíso".
También dijo que el grupo había venido a Moscú no para matar a los rehenes o para luchar con las tropas de élite de Rusia, ya que habían tenido suficiente lucha en Chechenia a través de los años: "Vinimos aquí con un objetivo específico: poner fin a la guerra y eso es todo."
A las 9:55 p. m., cuatro rehenes (ciudadanos de Azerbaiyán) fueron puestos en libertad, con lo que el número total de rehenes que fueron puestos en libertad en este día fue 19.

#### Gennady Vlakh
Después del anochecer, un hombre identificado como Gennady Vlakh corrió a través de la plaza y ganó la entrada al teatro. Dijo que su hijo estaba entre los rehenes, pero su hijo no parecía estar presente y el hombre fue asesinado por los chechenos. Hay una considerable confusión en torno a este incidente, y el cuerpo de Vlakh fue cremado antes de ser identificado.

#### Denis Gribkov
Alrededor de la medianoche, un incidente de disparos tuvo lugar cuando Denis Gribkov, un rehén de 30 años de edad, pasó por encima de los asientos del teatro hacia las insurgentes que estaban sentadas junto a un gran artefacto explosivo improvisado. Un checheno de sexo masculino le disparó y falló, pero las balas perdidas impactaron gravemente en Tamara Starkova y al herido Pavel Zakharov, quienes fueron evacuados del edificio poco después. Gribkov fue removido del auditorio y más tarde fue encontrado muerto con heridas de bala.

### Día cuatro - Mañana del 26 de octubre
Durante la noche, Akhmed Zakayev, enviado checheno y asociado del presidente separatista Aslan Maskhadov, apeló a los extremistas y les pidió que "se abstuvieran de tomar medidas precipitadas". Los chechenos dijeron a la BBC que un representante especial del presidente Putin planeaba venir al teatro para conversar al día siguiente. Dos miembros del Grupo Alfa Spetznaz fueron gravemente heridos por una granada disparada desde el edificio por los terroristas, los que fueron culpados por el jefe de la policía de Moscú, Vladimir Pronin, en una filtración de noticias.
Según un oficial de las fuerzas especiales rusas citado por The Guardian, la fuga fue controlada: "Hemos filtrado la información de que el asalto tendría lugar a las tres de la mañana. Los combatientes chechenos estaban en guardia. No hubo ninguna incursión, después hubo la reacción natural ... una relajación, y a las cinco de la mañana atacaron el lugar.

#### Incursión de fuerzas especiales
El sábado 26 de octubre, fuerzas de la Spetsnaz (fuerzas especiales, literalmente "propósito especial") del FSB (Grupo Alfa y Vympel), con la ayuda de la unidad SOBR del Ministerio del Interior ruso (MVD), rodearon y atacaron el teatro; Todos estaban fuertemente armados y enmascarados. El viceministro del Interior, Vladimir Vasilyev, afirmó que el ataque fue provocado por el pánico entre los cautivos debido a la ejecución de dos rehenes. La incursión fue planeada poco después de que los rehenes fueron incautados inicialmente y el tiroteo citado como una causa cercana había ocurrido aproximadamente tres horas antes de que la operación comenzara.

#### Ataque químico
Temprano en la mañana antes del amanecer, alrededor de las 5:00 a. m. hora de Moscú, los reflectores que habían estado iluminando la entrada principal del teatro se apagaron.
En el interior, aunque muchos rehenes al principio creyeron que el gas era producto de un incendio, pronto se hizo evidente a hombres armados y rehenes que un misterioso gas había sido bombeado dentro del edificio. Diferentes informes decían que provenía del agujero creado especialmente en la pared, que se bombeaba a través del sistema de ventilación del teatro o que salía de debajo del escenario. Los servicios de seguridad bombearon un anestésico en aerosol, declarado más tarde por el ministro ruso de Salud, Yuri Shevchenko, que se basa en fentanilo, en el teatro a través del sistema de aire acondicionado. El descubrimiento causó pánico en el auditorio. La rehén Anna Andrianova, corresponsal de Moskovskaya Pravda, llamó al estudio de radio Echo of Moscow y dijo en directo en una entrevista en directo que las fuerzas gubernamentales habían comenzado una operación bombeando gas en el vestíbulo:

Nos parece que los rusos han comenzado algo. Por favor, dennos una oportunidad. Si usted puede hacer cualquier cosa, por favor! No sé qué gas es. Pero veo las reacciones [de los chechenos]. ¡No quieren nuestras muertes, y nuestros funcionarios no quieren que ninguno de nosotros salga vivo! No lo sé. Lo vemos, lo sentimos, estamos respirando a través de nuestras ropas. ... Comenzó desde afuera. Eso es lo que nuestro gobierno ha decidido - que nadie debe salir de aquí vivo. ...

#### Asalto
Los chechenos, algunos de los cuales estaban equipados con máscaras de gas, respondieron disparando ciegamente a las posiciones rusas afuera. Después de treinta minutos, cuando el gas había entrado en efecto, un asalto físico en el edificio comenzó. Las fuerzas combinadas entraron a través de numerosas aberturas en el edificio, incluyendo el techo, el sótano y, finalmente, la puerta principal.
Cuando comenzó el tiroteo, los terroristas le dijeron a sus rehenes que se inclinaran hacia adelante en los asientos del teatro y cubrieran sus cabezas detrás de los asientos. Los rehenes informaron que algunas personas en la audiencia se quedaron dormidos, y algunos de los tiradores usaron respiradores. A medida que los terroristas y los rehenes empezaron a caer inconscientes, varias de las mujeres terroristas se precipitaron hacia el balcón, pero se desmayaron antes de llegar a las escaleras. Más tarde fueron encontradas muertas a tiros. Dos del Grupo Alfa también fueron dañados por el gas.
Después de casi una hora y media de enfrentamientos esporádicos, las fuerzas especiales rusas abrieron las puertas del vestíbulo principal y entraron en el auditorio. En un feroz tiroteo, los federales mataron a la mayoría de los guerrilleros, tanto los que aún estaban despiertos como los que habían sucumbido al gas.
Según el gobierno ruso, los combates entre las tropas y los aún conscientes combatientes chechenos continuaron en otras partes del edificio por otros 30 minutos a una hora. Los informes iniciales indicaron que tres terroristas fueron capturados vivos (la BBC informó que un "puñado de combatientes supervivientes fueron llevados en esposas") y dos de ellos lograron escapar. Más tarde, el gobierno afirmó que todos los secuestradores habían sido matados en el asalto.
Las tropas del equipo alfa dijeron que "esta es nuestra primera operación exitosa en años". Moskovski Komsomolets citó a un operativo de las fuerzas especiales rusas diciendo que "si se tratara de una asalto habitual, habríamos tenido 150 bajas entre nuestros hombres, sumadas a los rehenes". La gravedad de estas afirmaciones nunca ha sido verificada.

## Evacuación
A las 7:00 de la mañana, los rescatistas comenzaron a llevar los cuerpos de rehenes fuera del edificio. Los cuerpos fueron colocados en filas en el vestíbulo y el pavimento en la entrada principal al TC, desprotegido de la lluvia que caía y de la nieve. Ninguno de los cuerpos atestiguados por el corresponsal de The Guardian tenía heridas de bala o mostraba signos de sangrado, pero "sus rostros eran cerosos, blancos y dibujados, con los ojos abiertos y en blanco". En poco tiempo, todo el espacio estaba lleno de cuerpos de muertos y de aquellos inconscientes del gas pero aún vivos.
Las ambulancias estaban esperando y autobuses urbanos ordinarios fueron traídos. Los trabajadores médicos esperaban tratar a las víctimas de las explosiones y los disparos, pero no un agente químico secreto. El fármaco naloxona contrarresta los efectos del agente químico, pero tendría que haber sido administrado por los trabajadores de rescate inmediatamente. Algunos informes dijeron que la droga se usó para salvar a algunos rehenes.
Los cuerpos de rehenes muertos fueron colocados en dos autobuses que estaban estacionados en el TC. Los informes iniciales no decían nada sobre las bajas entre los rehenes. Los representantes de la sede de la crisis fueron a la sala de la universidad, en donde los parientes de los rehenes habían estado esperando, y les dijeron que supuestamente no hubo muertes entre los rehenes. El primer reporte oficial de muertes entre los rehenes ocurrió alrededor de las 9:00 de la mañana (a pesar de la muerte de cinco niños que ya habían sido reportados por personal médico, la declaración oficial afirmaba que no había niños entre los muertos).
A las 1:00 p. m., Vasilyev anunció en una conferencia de prensa un "definitivo" número de muertos de 67 rehenes, que según dijo fueron asesinados por los chechenos, pero una vez más dijo que no había niños ni extranjeros entre los muertos. Guardias armados fueron colocados en los hospitales donde se trataban a las víctimas y se ordenaba a los médicos que no liberaran a ninguno de los pacientes del teatro en caso de que los militantes se hubieran ocultado entre los rehenes.
Los miembros de la familia de los rehenes entraron en pánico cuando el gobierno se negó a revelar información sobre los hospitales a los que sus seres queridos habían sido trasladados, o incluso si sus familiares estaban entre los muertos. El número oficial de muertos aumentó a 90, incluyendo a 25 niños, mientras que todavía se afirmaba que el ataque final fue provocado por los terroristas ejecutando a sus cautivos.  Más tarde, el mismo día, el número oficial de muertos entre los rehenes había aumentado a por lo menos 118 y los funcionarios no habían especificado exactamente lo que los mató. Hasta el 28 de octubre, de los 646 rehenes que permanecían hospitalizados, 150 estaban aún en cuidados intensivos y 45 estaban en estado crítico.
Setenta y tres rehenes (incluyendo seis menores) no recibieron ayuda médica. Había varios chechenos entre los rehenes y puede ser que algunos de ellos no fueron tratados debido a sus nombres chechenos. El dinero y otros objetos de valor pertenecientes a las víctimas desaparecieron. Los informes oficiales indicaron que los objetos de valor fueron robados por un oficial del FSB quien falleció más adelante en un choque automovilístico. Las autoridades rusas sostuvieron inicialmente que ninguna de las muertes entre los rehenes ocurrió por envenenamiento. Hablaron de problemas de salud que fueron exacerbados por la prueba de tres días con muy poca comida o agua, o de hecho, atención médica.

## Número de muertos
| País           | Número |
| -------------- | ------ |
| Rusia          | 121    |
| Ucrania        | 3      |
| Estados Unidos | 1      |
| Bielorrusia    | 1      |
| Austria        | 1      |
| Países Bajos   | 1      |
| Kazajistán     | 1      |
| Armenia        | 1      |
| Total          | 130    |

Los 40 terroristas y unos 130 rehenes murieron durante la incursión o en los días siguientes. El doctor Andrei Seltsovsky, presidente del comité de salud de Moscú, anunció que todos menos uno de los rehenes muertos en la incursión habían muerto de los efectos del gas desconocido en lugar de heridas de bala. La causa de muerte indicada para todos los rehenes fue declarada como "terrorismo", alegando que murieron de ataques cardíacos u otras dolencias físicas. Entre los muertos, 17 fueron miembros del reparto de Nord-Ost, entre ellos dos actores infantiles. De los extranjeros, tres eran de Ucrania, y los otros eran ciudadanos de Austria, Armenia, Bielorrusia, Kazajistán, los Países Bajos y los Estados Unidos. Alrededor de 700 rehenes sobrevivientes fueron envenenados por gas, y algunos de ellos recibieron lesiones que causaron discapacidades de la segunda y tercera clase (por el sistema de clasificación de discapacitados ruso / ex-soviético), indican severidad y debilidad medianas y máximas. Varios agentes de las fuerzas especiales rusas también fueron envenenados por el gas durante la operación. Según el testimonio del profesor A. Vorobiev, director del Centro de Bacteriología Académica Rusa, la mayoría, si no es que todas las muertes fueron causadas por asfixia cuando los rehenes se colapsaron en sillas con la cabeza hacia atrás o fueron transportados y dejados de espaldas por los trabajadores de rescate; en tal posición, el prolapso de la lengua causa el bloqueo de la respiración.
Algunas estimaciones han puesto el número de muertos civiles en más de 200, con 204 nombres en una lista. Algunos ex rehenes y familiares de las víctimas afirman que el número de muertos por el agente químico se mantiene en secreto.

## Responsabilidad
Participaron en la operación los grupos militantes radicales chechenos, el SPIR, la Brigada Internacional de Mantenimiento de la Paz Islámica (IIPB) y el Batallón de Reconocimiento y Sabotaje Riyadus-Salikhin de los Mártires Chechenos. En 2003, los Estados Unidos designaron a los tres grupos como organizaciones terroristas, describiéndolos como violentos, responsables de numerosos actos de terrorismo y con vínculos con la red de Al Qaeda. La misma declaración de Estados Unidos también reafirmó su apoyo a un arreglo político para el conflicto de Chechenia e instó a Rusia a perseguir esta solución.
El comandante militar Shamil Basayev publicó una declaración en su página web afirmando la responsabilidad final del incidente, renunciando a todos los cargos oficiales dentro del gobierno checheno y prometiendo nuevos ataques. También se disculpó con el presidente electo de Chechenia y con el líder separatista Aslan Maskhadov por no informarle de la incursión planeada y le pidió perdón.  Basayev defendió la toma de rehenes para dar "a todos los rusos una visión de primera mano de todos los encantos de la guerra desencadenada por Rusia y llevarla de vuelta a donde se originó" y dijo que su siguiente "objetivo principal será la destrucción del enemigo y exigiendo el máximo daño "y" la próxima vez, los que vienen no harán ninguna demanda, no tomarán rehenes ".  En 2003 y 2004 se produjo una serie de atentados suicidas contra blancos civiles en Rusia.
El gobierno ruso afirmó que las conversaciones telefónicas interceptadas demuestran que Maskhadov conocía los planes por adelantado, lo cual negó. Aslan Maskhadov y sus representantes en Occidente condenaron el ataque que, según ellos, no tenía nada que ver con la política oficial. Maskhadov dijo que se sentía responsable de los "que recurrieron al sacrificio en la desesperación", pero también dijo que las "políticas bárbaras e inhumanas" de la dirigencia rusa fueron en última instancia culpables y criticaron la toma del teatro. Se ofreció a iniciar conversaciones de paz incondicionales con el gobierno ruso para encontrar una solución política al conflicto en Chechenia.
El asedio fue visto como un desastre de relaciones públicas para Maskhadov, y sus comandantes de campo islámicos más radicales se beneficiaron en consecuencia.  Algunos comentaristas sugirieron que Movladi Udugov estaba a cargo detrás de bastidores. El experto militar ruso Pavel Felgenhauer sugirió que el objetivo de los líderes extremistas parecía haber sido provocar a las fuerzas del gobierno ruso "para matar a los rusos étnicos en Moscú a gran escala", lo cual ocurrió. Según el informe de los investigadores rusos, Zura Barayeva, la viuda de Arbi Barayev, dirigió a las mujeres miembros del grupo, mientras que un hombre conocido como Yasir, identificado por sus documentos como Idris Alkhazurov, se dice que el "ideólogo" del grupo, quien fue entrenado en Arabia Saudita. Funcionarios rusos dijeron que los militantes chechenos recibieron financiación de grupos radicados en Turquía y que interceptaron llamadas telefónicas de los captores a embajadas no identificadas en Moscú, así como a Turquía y los Emiratos Árabes Unidos.

## Consecuencia
Después del asedio, el alcalde de Moscú, Yuri Luzhkov, dijo que "la operación fue llevada a cabo con brillantez por fuerzas especiales"; Afirmó que había deseado un fin negociado de la crisis, pero el ataque final fue necesario debido al asesinato de rehenes. El enviado especial presidencial ruso para los derechos humanos en Chechenia, Abdul-Khakim Sultygov, dijo que el sangriento resultado fue "una buena lección para los terroristas y sus cómplices".
El viceministro del Interior, Vasilyev, inició una operación en Moscú para atrapar a cualquier persona que pueda haber ayudado a los militantes, mientras que su jefe, el ministro del Interior, Boris Gryzlov, instó a la gente a estar vigilante y a denunciar a cualquiera que actuara sospechosamente. El 29 de octubre, Vasilyev dijo que solo tenía autoridad para declarar que se habían utilizado agentes químicos especiales y que unos treinta sospechosos de militantes y sus colaboradores, incluidos varios funcionarios públicos y agentes de seguridad, habían sido detenidos alrededor del teatro y en otras partes del país en lo que Gryzlov llamó una "operación sin precedentes" para identificar lo que describió como una vasta red terrorista en Moscú y la región circundante.
El presidente ruso, Vladímir Putin, defendió la escala y la violencia del asalto en un discurso televisado en la mañana del 26 de octubre, afirmando que el gobierno había "logrado lo casi imposible, salvando a cientos de personas" y que el rescate aseguró que " Es imposible poner a Rusia de rodillas ". Putin agradeció a las fuerzas especiales, así como a los ciudadanos rusos por su "valentía" y a la comunidad internacional por el apoyo dado contra el "enemigo común". También pidió perdón por no poder salvar a más rehenes y declaró el lunes un día nacional de duelo por los que murieron. Se comprometió a seguir luchando contra el "terrorismo internacional".
El 29 de octubre, Putin emitió otra declaración televisada, diciendo: "Rusia responderá con medidas adecuadas a la amenaza a la Federación de Rusia, golpeando todos los lugares donde los terroristas mismos, los organizadores de estos crímenes y sus inspiraciones ideológicas y financieras se encuentren. " Se suponía comúnmente que Putin estaba amenazando a la ex República Soviética de Georgia. Los comentarios de Putin llegaron cuando el primer ministro británico Tony Blair le telefoneó para felicitarlo por el final del asedio.
El presidente Putin estaba descontento con la cobertura de la crisis de rehenes por parte de NTV, el último canal de televisión nacional efectivamente independiente del gobierno. En enero de 2003 se reemplazó la dirección de NTV, lo que tuvo un profundo efecto en su política editorial.

### Consecuencias a largo plazo
Los ataques llevaron al gobierno de Putin a reforzar el control de Rusia sobre Chechenia. El 28 de octubre, dos días después de la crisis, anunció que "medidas adecuadas a la amenaza" no especificadas se tomarían en respuesta a la actividad terrorista, con informes de 30 combatientes muertos cerca de la capital chechena Grozny. El Ministerio de Defensa ruso canceló planes para reducir la presencia de 80.000 soldados en la pequeña república separatista.
A principios de noviembre, el ministro de Defensa Sergei Ivanov anunció que las tropas rusas habían puesto en marcha operaciones a gran escala contra los separatistas en Chechenia. Las acciones de los militares causaron una nueva ola de refugiados, según el funcionario checheno pro-Moscú y el negociador de crisis de rehenes Aslanbek Aslakhanov.
El 29 de mayo de 2008, el Tribunal Europeo de Derechos Humanos (CEDH) condenó unánimemente a Rusia por desapariciones forzadas en cinco casos de Chechenia, incluida la desaparición de dos mujeres jóvenes en Ulus-Kert (la fiscalía declaró inicialmente que Aminat Dugayeva y Kurbika Zinabdiyeva habían sido arrestadas bajo sospecha de estar involucradas en el asedio de Moscú).
La oferta incondicional del presidente Maskhadov para las conversaciones de paz con Rusia fue rechazada, y el ministro ruso de Asuntos Exteriores, Sergei Lavrov, comparó estas convocatorias con la sugerencia de que Europa debería conducir conversaciones con el exlíder de Al Qaeda, Osama bin Laden. Rusia también acusó a Akhmed Zakayev de participar en el ataque. Cuando visitó Dinamarca para un congreso de paz en octubre de 2002 (el Congreso Mundial de Chechenia en Copenhague), los rusos exigieron su arresto y extradición; Zakayev fue detenido durante más de un mes, pero fue puesto en libertad después de que las autoridades danesas declararon que no estaban convencidos de que se habían proporcionado pruebas suficientes. El Kremlin también acusó a las autoridades danesas de "solidaridad con los terroristas" al permitir la reunión de unos 100 chechenos, activistas rusos de derechos humanos y legisladores de Rusia y otros países europeos para reunirse y discutir maneras de poner fin a los combates.
A principios de noviembre, la Duma rusa aprobó una amplia gama de leyes contra el terrorismo que iban desde restricciones de gran alcance a la cobertura de incidentes relacionados con el terrorismo hasta enterramientos secretos para terroristas muertos (un legislador propuso envolver cadáveres en piel de cerdo y otro sugirió " Cargarlos alrededor de la ciudad con sus piernas colgando "). La nueva ley de medios restringió severamente la información de los medios de comunicación sobre operaciones antiterroristas, prohibiendo la publicación o difusión de "cualquier declaración que obstaculice una operación para romper tal asidio, o que intente justificar los objetivos de los secuestradores". Estas nuevas políticas provocaron nuevos temores en Rusia de que Putin tomaba sistemáticamente el control de todos los medios rusos. Sergei Yushenkov, cuyo Partido Liberal Rusio votó en contra del cambio, fue citado por Reuters diciendo: "En una ola de emoción, de hecho hemos legitimado la censura y prácticamente prohibido las críticas de las autoridades en situaciones de emergencia". La cobertura de Chechenia ya había sido severamente restringida, requiriendo la cooperación tanto del ejército ruso como de la administración chechena respaldada por Moscú (véase la censura del gobierno ruso sobre la cobertura de Chechenia). Una ley por la que los cadáveres de personas condenadas o acusadas de terrorismo no se entregarían a sus familias, sino que se desecharon en secreto, aplicándose a los cuerpos de los militantes asesinados en la crisis de Moscú, y posteriormente aplicando incluso al Presidente Maskhadov, quien fue asesinado en 2005.
En 2003, Human Rights Watch informó de que los chechenos en Moscú estaban sometidos a un mayor hostigamiento policial tras la crisis de los rehenes. Los chechenos de Moscú aumentaron en número de unos 20.000 en el período soviético a unos 80.000 en 2002.
Muchos en la prensa rusa y en los medios internacionales advirtieron que la muerte de tantos rehenes en la operación de rescate de las fuerzas especiales dañaría gravemente la popularidad del presidente Putin. Poco después del asedio, el presidente ruso tenía calificaciones de aprobación pública récord; En diciembre de 2002, el 83% de los rusos se declararon satisfechos con la regla de Putin y su manejo del asedio.

## Investigación
La investigación oficial que la Fiscalía de la Ciudad de Moscú llevaba realizando durante tres años y medio no proporcionó información positiva sobre el agente de gas que mató a los rehenes, un posible antídoto contra ese agente, el número de rehenes liberados por la operación, Militantes que se apoderaron del teatro (los rehenes afirmaron haber visto a más de 50 militantes, mientras que solo 40 tomadores de rehenes estaban en el edificio según la versión oficial) y los nombres de los funcionarios que habían tomado la decisión sobre el asalto. El 1 de junio de 2007, llegó la noticia de que la investigación oficial había sido suspendida. La razón fue que el "culpable no había sido localizado".
El mismo mes, Tatiana Karpova, copresidenta de la Organización Nord-Ost de ex rehenes y familiares de los muertos, exigió una nueva investigación criminal. Afirmó que las autoridades no cumplieron con sus obligaciones relacionadas con el derecho a la vida. Ella manifestó su preocupación por la falta de atención médica para los heridos y futuros problemas médicos para los sobrevivientes. En julio de 2007, los familiares de los que murieron en la toma de rehenes instaron a la Fiscalía General de Rusia a investigar si altos funcionarios eran responsables de las muertes.

### Reclamaciones de la participación del FSB
La Duma se negó a considerar una propuesta por parte de la Unión democrática liberal de las Fuerzas de Derecha para formar una comisión investigadora encargada de investigar las acciones del gobierno en el asedio del teatro.
Los políticos rusos Sergei Yushenkov, Sergei Kovalev, la periodista Anna Politkovskaya, el investigador del Instituto Hoover John B. Dunlop y los exagentes del FSB Aleksander Litvinenko y Mijaíl Trepashkin realizaron una investigación independiente del evento. Según su versión, FSB sabía sobre la llegada del grupo terrorista a Moscú y los dirigió al teatro a través de su agente provocador Khanpasha Terkibayev ("Abu Bakar"), cuyo nombre figuraba en la lista de secuestradores y que dejó vivo el teatro.  En abril de 2003 Litvinenko dio información sobre Terkibayev ("el archivo Terkibayev") a Sergei Yushenkov cuando visitó Londres. Yushenkov pasó este expediente a Politkovskaya y ella pudo entrevistar a Terkibayev en persona. Pocos días después, Yushenkov fue asesinado por disparos en Moscú. Terkibayev fue asesinado más tarde en un aparente accidente de coche en Chechenia.
En junio de 2003, Litvinenko declaró en una entrevista con el programa de televisión australiano Dateline, que dos de los militantes chechenos involucrados en el asedio -quien llamó "Abdul the Bloody" y "Abu Bakar" - trabajaban para el FSB y que el Agencia manipuló a los terroristas para organizar el ataque. Litvinenko dijo: "Cuando trataron de encontrar a [Abdul el Sangriento y Abu Bakar] entre los cadáveres podridos de terroristas muertos, no estaban allí." El FSB sacó a sus agentes. Cosa en órdenes FSB, y esos agentes fueron puestos en libertad ". "Abu Bakar" (presumiblemente Terkibayev) también fue descrito como un agente de FSB y organizador del asedio de teatro por Anna Politkovskaya, Alexander Khinshtein y otros periodistas.  Parece, sin embargo, que Litvinenko y Politkovskaya habían sido víctimas de una trampa elaborada e inteligente, puesta por su antiguo empleador, el FSB. Sanobar Shermatova y un coautor habían señalado en "Moskovskie novosti" que Terkibaev, casi seguramente estaba vinculado al FSB, llevaba varios años participando en actividades "anti-wahhabitas" y que, por lo tanto, no habría sido un participante aceptable en el grupo "Abu Bakar", por decir lo menos.
John Dunlop identifica a "Abu Bakar" como Ruslan Elmurzaev, reclamado por Mijaíl Trepaskin como residente de Moscú, no Chechenia, y que ha estado involucrado en varias actividades criminales que operaban desde el Hotel Salyut en Moscú. Hubo informes de que Elmurzaev no había sido asesinado en el asalto del teatro. El director de cine Sergei Govorukhin, uno de los negociadores voluntarios en Dubrovka, ha dicho que está convencido de que Elmurzaev, a quien él identificó como agente del FSB, sigue vivo. Los fiscales rusos no pudieron mostrar el cadáver de Elmurzaev y durante una visita a Chechenia en octubre de 2003, oficiales de inteligencia rusos le confirmaron que Elmurzaev estaba vivo y bien y vivía en Chechenia.
El líder titular de los secuestradores fue un Movsar Baraev, el sobrino del difunto e infame secuestrador "wahhabi" Arbi Baraev, una figura que reportó tener conexiones sombrías tanto con el FSB como con el GRU. En enero de 2003, la periodista francesa Anne Nivat informó que Baraev había sido arrestado dos meses antes del incidente de toma de rehenes. Esta información es verdad, Baraev estaba ya bajo custodia rusa cuando ocurrió el asedio del teatro. Nivat también informó que dos de las mujeres secuestradoras estaban también bajo custodia rusa en el momento del asedio, mientras que el diputado de la Duma, Yurii Shchekochikhin, escribió que otra mujer secuestradora estaba bajo custodia en ese momento.
Que "Abu Bakar" estaba en control y no Baraev fue apoyado por un artículo en "Moskovskie novosti" por los periodistas Shermatova y Teit, en el que se informó de que una conversación silenciosa entre Abu Bakar y Baraev había sido capturada accidentalmente por NTV. Baraev declaró que los secuestradores habían sido enviados por Shamil Basaev solo para que Abu Bakar lo corrigiera en silencio para añadir "Aslan Maskhadov", para vincular a este último con la toma de rehenes.
También está la figura de Arman Menkeev, un mayor jubilado en el GRU y un especialista en la fabricación de artefactos explosivos. Fue detenido por el Ministerio del Interior en noviembre de 2002 en la base de Moscú Óblast presuntamente utilizada por los terroristas, pero fue puesto en libertad poco después. Posteriormente pudo ser detenido de nuevo, pero no fue acusado de un crimen y aparentemente no está bajo custodia. Los oficiales del FSB, que interrogaron a Menkeev en la prisión de Lefortovo, lo clasificaron como "leal al gobierno ruso", agregando que "él sabe mantener un secreto militar y estatal". El explosivo plástico utilizado por los terroristas era de hecho "imitación de explosivos plásticos" que tenía un origen en el Ministerio de Defensa. La Fiscalía de la Ciudad de Moscú afirmó que Menkeev podría haber sido la fuente de este material. Aparte de dos cinturones de suicidio, que eran más peligrosos para los usuarios, las bombas colocadas en el teatro (y en otras partes de Moscú antes del asedio) carecían de elementos esenciales como las baterías; Esto proporcionó las condiciones requeridas para el asalto exitoso del teatro.
¿Cuál habría sido el motivo de la posible participación de Rusia? Durante el período que precedió a la toma de rehenes, el Oeste y dentro de Rusia estaban presionando fuertemente para que Putin negociara con los moderados chechenos y su líder, Aslan Maskhadov. Las encuestas de opinión pública en Rusia mostraron que el conflicto estaba erosionando la popularidad del presidente. En los meses que precedieron al asedio del teatro, algunas iniciativas respaldadas por el Consejo de Europa y la OSCE también se estaban desarrollando iniciativas prometedoras de pacificación. Una vez que las fuerzas especiales rusas habían vuelto a tomar el teatro, el apoyo a la guerra aumentó entre el público ruso. Como evidencia contra Maskhadov, los rusos citaron una cinta mostrada por primera vez en Al Jazeera y posteriormente en la televisión rusa, aunque solo un fragmento de la cinta original fue mostrado en la televisión rusa. En la cinta original de longitud completa era evidente que se había hecho a finales del verano, no en octubre, y se refería a una operación militar contra las fuerzas federales, no a un acto de toma de rehenes. Sin embargo, Maskhadov había sido desacreditado aunque no hay evidencia creíble para vincularlo con el asedio. Al final, podría decirse que tanto el gobierno ruso como los extremistas chechenos habían logrado sus objetivos; La conversación de negociaciones había terminado y la reputación de Maskhadov había sido dañada.

### La demanda de Moscú y la queja ante la Corte Europea
Después del asedio, 61 ex secuestrados comenzaron a buscar compensación por sufrimientos físicos y emocionales, sumando casi 60 millones de dólares de las autoridades de la ciudad de Moscú (según la nueva ley antiterrorista de Rusia, la región donde ocurra un acto de terror pagará compensación moral y material daños y perjuicios).  La oficina del alcalde de Moscú, Yuri Luzhkov, denunció las demandas, diciendo que no se podría considerar responsable, ya que "la cuestión chechena y sus consecuencias no están bajo la jurisdicción de las autoridades de Moscú de ninguna manera". El gobierno de Moscú acordó pagar 50.000 rublos (1.570 dólares) en compensación a cada ex rehén y 100.000 rublos (3.140 dólares) a familiares de los muertos. En todos menos uno de los casos, los tribunales de la ciudad de Moscú rechazaron las reclamaciones de indemnización.
En julio de 2003, 80 demandantes procedentes de Rusia, Ucrania, Países Bajos y Kazajistán recurrieron al Tribunal Europeo de Derechos Humanos, alegando que su derecho a la vida había sido violado por las autoridades rusas en el manejo del enfrentamiento. En abril de 2007, Igor Trunov, defensor de los reclamantes, informó que el TEDH había finalmente iniciado las audiencias en una queja presentada en 2003 por las víctimas contra el gobierno ruso. Trunov añadió que no solo los ciudadanos rusos, sino también los de Ucrania, los Países Bajos y Kazajistán, presentaron quejas ante el Tribunal de Estrasburgo. Los demandantes demandan 50.000 euros cada uno en compensación por la violación de sus derechos humanos. El caso fue aceptado por el tribunal en diciembre de 2007.
El 8 de julio de 2008, The Moscow Times informó que las audiencias en el Tribunal Europeo de Derechos Humanos estaran cerradas al público a petición de las autoridades rusas, ya que, según Igor Trunov, "han prometido una divulgación completa sobre cómo manejaron la crisis ", Incluyendo" la composición del gas de golpe de gracia utilizado en la toma del teatro por los comandos ".
El 20 de diciembre de 2011, el Tribunal Europeo de Derechos Humanos publicó su sentencia en el caso, ordenando a Rusia pagar a los 64 demandantes un total de 1,3 millones de euros de indemnización. El tribunal también consideró que Rusia había violado el artículo 2 del Convenio Europeo de Derechos Humanos al tratar la crisis de los rehenes, "con planificación y realización inadecuadas de la operación de rescate", y con la "falta de las autoridades de llevar a cabo una investigación efectiva del rescate. Aunque la Corte constató que no había habido "violación del artículo 2 del Convenio por la decisión de las autoridades de resolver la crisis de los rehenes por la fuerza y utilizar el gas".

### Misterio de agente químico
Se informó que los esfuerzos para tratar a las víctimas eran complicados porque el gobierno ruso se negó a informar a los médicos qué tipo de gas se había utilizado. En los registros de la investigación oficial, el agente se denomina "sustancia gaseosa". En otros casos se denomina "sustancia química no identificada".
La Federación de Rusia, como Estado miembro de la Convención sobre las Armas Químicas, se comprometió a "nunca y en ningún caso realizar actividades prohibidas a los Estados miembros de la presente Convención para desarrollar, acumular, almacenar y utilizar armas químicas que puedan causar muerte, incapacitación temporal o daño permanente a los seres humanos o animales ". La Convención obliga a los Estados a cumplir las condiciones de uso de productos químicos tóxicos que permitan excluir o reducir considerablemente el grado de lesión y la gravedad de las consecuencias. (La Convención permite el uso de algunos agentes químicos como el gas lacrimógeno para "la aplicación de la ley, incluido el control nacional de disturbios", pero exige que los "agentes antidisturbios" tengan efectos que "desaparecen dentro de poco tiempo después de la terminación de la exposición".
El análisis de los residuos de drogas de la ropa de dos rehenes británicos y la orina de un tercer rehén británico, por un equipo de investigadores de los laboratorios británicos de defensa química y biológica en Porton Down, Wiltshire, Inglaterra, indicaron que se usaron dos derivados de fentanilo. Ninguno de estos dos fue fentanilo o 3-metilfentanilo (el ministro de Salud de Rusia dijo anteriormente que se utilizó fentanilo o uno de sus derivados, pero no especificó qué derivados).
El análisis de Porton Down realizado por James R. Riches y sus colegas, Analysis of Clothing and Urine from Moscow Theatre Siege Casualties, revela que mientras que el fentanilo o el 3-metil fentanilo estaban ausentes de la orina de un sobreviviente y los residuos del Agente en la indumentaria de otros dos supervivientes británicos, la droga veterinaria de sedantes animales grandes carfentanilo y el agente anestésico remifentanilo fueron identificados por espectrometría de masa tándem cromatográfica líquida en la orina de un rehén y en la ropa de tres rehenes que habían regresado a Gran Bretaña después del rescate. Los autores concluyeron que el carfentanilo y el remifentanilo se utilizaron como una mezcla en el agente químico empleado por las tropas rusas para someter a los terroristas y rehenes chechenos en el teatro,  tal vez suspendido en el agente anestésico halotano.

## Reacción internacional

### Al teatro / toma de rehenes
- Naciones Unidas - Al aprobar por unanimidad la Resolución 1440 (2002), el Consejo de Seguridad de las Naciones Unidas condenó la "odiosa" acción y exigió la liberación inmediata e incondicional de todos los rehenes. El Consejo también exigió la liberación inmediata e incondicional de todos los rehenes de ese acto terrorista y expresó las más profundas condolencias y simpatía al pueblo y al gobierno de la Federación de Rusia y a las víctimas del ataque terrorista junto con sus familias. Además, el Consejo instó a todos los Estados a cooperar con las autoridades de la Federación de Rusia en sus esfuerzos por encontrar y llevar ante la justicia a los autores, organizadores y patrocinadores de ese ataque terrorista.[116]
- Irak - En una declaración leída en la televisión estatal iraquí, el presidente iraquí Saddam Hussein dijo que la toma de rehenes podría beneficiar a Estados Unidos e Israel al socavar el islam: "No es sabio que los chechenos pierdan la simpatía de Rusia y el pueblo ruso. El tirano de nuestra era es el sionismo y América, y no Rusia, China o la India".[117]

### Al ataque químico del gobierno
La decisión del gobierno ruso de inundar el teatro con una droga incapacitante -que resultó en 130 muertes, incluyendo rehenes inocentes- provocó una variedad de reacciones a nivel internacional:
- Reino Unido - El primer ministro británico Tony Blair respaldó públicamente la acción rusa, argumentando que las autoridades rusas habían tenido que actuar cuando los chechenos "comenzaron a matar a los rehenes".[118] En su discurso para el Parlamento, Blair vinculó el asedio de Moscú a la guerra contra el terrorismo y acontecimientos como los bombardeos de Bali de 2002.[119]
- Estados Unidos - El presidente de Estados Unidos, George W. Bush, sentía "muy fuertemente que los culpables aquí son los terroristas y los que causaron esta tragedia son terroristas que tomaron rehenes y pusieron en peligro la vida de otros", dijo el portavoz de la Casa Blanca, Ari Fleischer, a periodistas a bordo del Air Force One.[56]

James S. Ketchum, un psiquiatra retirado, veterano del ex programa de guerra química de Estados Unidos, y defensor de la guerra química, cree que las personas que temen a los agentes químicos más que las balas y las bombas son irracionales. Citó las acciones del gobierno ruso con aprobación: "Algunos escépticos lo han considerado como una especie de tragedia ... Dicen:" Mira, ciento treinta personas murieron. "Bueno, creo que ciento treinta es mejor que Ochocientos, y también es mejor, como consideración secundaria, no tener que volar un hermoso teatro ".
Entre los diversos comentarios sobre la idoneidad médica del uso de los agentes específicos empleados durante la crisis de rehenes en el teatro de Moscú fue una revisión de la literatura médica y científica por los especialistas en medicina de emergencia Paul M. Wax, Charles E. Becker y Steven C. Curry. (Incluidos los hallazgos de los investigadores del gobierno británico de los cuales se utilizaron efectivamente agentes en la incursión, a partir del análisis de la orina de un rehén británico y residuos de drogas en la ropa de tres rehenes británicos) en cuatro valiosas perspectivas:
- La toxicología en humanos del fármaco veterinario carfentanil y el fármaco anestésico peri-operatorio remifentanil cuando se usaron como agentes aerosolizados ("gases" en el sentido militar de la palabra) no se estudiaron con suficiente detalle. La tendencia de todos los derivados de fentanilo a ser almacenados en la grasa corporal puede haber causado un síndrome de "re-narcosis" que requiere dosis repetidas del antídoto apropiado rápidamente para salvar vidas de las personas afectadas;
- Retener la identidad de estos medicamentos o incluso la clase general a la que pertenecían costó muchas vidas después del rescate, pero el daño cerebral hipóxico podría haber sido inevitable en algunos casos;
- No hay alternativas realistas a usar estos agentes para someter a los terroristas (capaces de detonar suficientes explosivos para matar a las 800 personas al primer signo de un intento de rescate).
- Sin embargo, el secreto que impedía a los funcionarios rusos informar inmediatamente a sus propios médicos de lo que trataban era evitable; y
- El uso futuro de estos o de agentes similares para someter a terroristas u otros individuos violentos solo debe ser intentado después de

- - Un estudio más amplio de sus efectos,
  - Cómo se propagan después de rociar en edificios,
  - Cómo viajan en el cuerpo humano, y
  - Lo que es más importante - hacer que los antídotos apropiados para estos agentes estén disponibles para ser entregados sin demora a los supervivientes del incidente después de su uso.[121]

## En la cultura popular
Un documental de la BBC en 2004 investigó el gas que fue bombeado en el teatro.
En 2003, HBO difundió Terror In Moscow, un documental dirigido por Dan Reed. Las entrevistas con rehenes y vídeo tomado dentro y fuera del teatro durante la crisis se muestran en el documental.
En septiembre de 2006, In Your Hands, una obra de teatro basada en los acontecimientos del asedio del teatro de Moscú, escrito por Natalia Pelevine, debutó en Londres en el New End Theatre. En abril de 2008 Pelevine dijo que las autoridades rusas habían prohibido la obra después de su debut en Rusia en la ciudad de Majachkalá, la capital de Daguestán, cerca de Chechenia.
Otra obra, We Declare You a Terrorist por Tim J. Lord sobre el incidente, se estrenó en el Summer Play Festival (2009) de Nueva York.